# Débit spécifique
Le débit spécifique est une mesure de l'écoulement moyen des précipitations au sein du bassin versant d'un cours d'eau. Il se définit comme le volume d'eau qui s'écoule en moyenne chaque seconde par kilomètre carré du bassin. C'est donc le rapport du débit Q du cours d'eau (exprimé en L/s ou m3/s) et de la surface A de son bassin versant (exprimée en km2) : 
Qsp = Q/A.
Il s'exprime en L s−1 km−2 ou en m3 s−1 km−2.
Le débit spécifique est aussi utilisé pour exprimer les débits de pointe lors des crues. D'une manière générale, le Qsp de pointe lors des crues décroît lorsque la taille du bassin versant augmente.